# Heather Jaques
Pas d'image ? Cliquez ici

a Compétitions nationales et continentales officielles uniquement.

b Matchs officiels uniquement.
Heather Jaques est une joueuse canadienne de rugby à XV, née le 12 décembre 1979, de 1,70 m pour 66 kg, occupant le poste de troisième ligne aile.

## Biographie
Après avoir disputé deux Coupes du monde avec le Canada, elle devient pompier professionnel dans la ville de Saanich en 2014,.

## Palmarès
(au 30.08.2006)
- 5 sélections avec le Canada
- participation à la Coupe du monde féminine de rugby à XV 2006.
- demi-finaliste et 4e place à la Coupe du monde féminine de rugby à XV 2006.